# Frederic Nicolau i Condeminas
Frederic Nicolau i Condeminas (Barcelona, 25 de juny de 1826 – 3 de juny de 1905) fou un empresari polític català, pare de Frederic Nicolau i Dalmases, diputat i senador a les Corts Espanyoles durant la restauració borbònica.

## Biografia
Va treballar en el sector navilier i immobiliari. Inicialment treballà en una agència de duanes fins que va crear la seva pròpia companyia de navegació, la Compañía Catalana de Vapores Transatlánticos. Fou membre del Foment del Treball Nacional i president de l'Associació de Naviliers i Consignataris de Barcelona.
Políticament, va ser regidor i tinent d'alcalde de l'ajuntament de Barcelona el 1863-1864. Durant el sexenni democràtic formà part dels cercles alfonsins i el 1875 formà part del comitè de recepció del nou rei Alfons XII a Barcelona. El 1875 formà part de la comissió d'estudis de legislació duanera de l'Ateneu Barcelonès, i en el període 1890-1891 en va ser president de la institució. Fou elegit diputat del Partit Conservador pel districte de Barcelona a les eleccions generals espanyoles de 1879, 1884 i 1886. Va projectar la creació d'un periòdic proteccionista a Madrid i va signar amb altres naviliers espanyols el Manifiesto de la marina mercante española. Posteriorment fou senador per la província de Barcelona el 1891-1893, 1893-1895, 1896-1898 i 1898-1899.
El 1883 fou un dels fundadors del Círculo Conservador Liberal de Barcelona i el 1888 presidí el Congrés Econòmic de Barcelona. Posteriorment fou membre de la Junta Consultiva de Aranceles y Valoraciones, de la comissió de la reforma aranzelària de Cuba i Puerto Rico (1895) i el 1900 fou comissari d'Agricultura, Indústria i Comerç de la província de Barcelona. El 1899 va escriure Consideraciones sobre la unificación de las Deudas Públicas y Nivelación de los Presupuestos del Estado.